# ザウトベク・トゥリスベコフ
ザウトベク・トゥリスベコフ（1951年 - ）は、カザフスタン共和国の政治家、外交官。駐露非常全権大使。

## 経歴
カザフ人。1973年、カザフ化学技術大学を卒業。
1973年～1977年、カザフ化学技術大学の講師、コムソモール委員会書記として働く。1979年～1997年、南カザフスタン州のコムソモール、共産党、政府機関で働く。1985年、アルマ・アタ高等党学校を卒業。1993年～1997年、南カザフスタン州のアキム（知事）。
1997年12月、移民・人口動態局長官に任命。1999年1月～2000年8月、大統領府副長官/組織・監督課主任。2000年8月～2003年9月、国務問題局長官。
2003年9月12日～2005年10月14日、内務相。2005年10月14日～2007年11月13日、国務問題局長官に再任。
2007年11月13日～2009年8月14日、駐ウズベキスタン非常全権大使。2009年8月14日から駐露非常全権大使。

## パーソナル
経済科学準博士。